# Bia: un mundo al revés
Bia: un mundo al revés es un especial de televisión web, derivado de la serie original de Disney Channel Latinoamérica, Bia. Se estrenó vía streaming en la plataforma Disney+ el 19 de febrero de 2021.

## Reparto

### Principales
- Isabela Souza como Beatriz «Bia» Urquiza
- Julio Peña como Manuel Gutiérrez Quemola «El Puma»
- Giulia Guerrini como Chiara Callegri
- Agustina Palma como Celeste Quintero
- Gabriella Di Grecco como Helena Urquiza
- Fernando Dente como Víctor Gutiérrez
- Rhener Freitas como Thiago Kunst
- Micaela Díaz como Daisy Durant
- Jandino como él mismo
- Rodrigo Rumi como Marcos Golden
- Julia Argüelles como Mara Morales
- Andrea de Alba como Carmín Laguardia
- Guido Messina como Álex Gutiérrez
- Alan Madanes como Pietro Benedetto
- Valentina González como Aillén
- Esteban Velásquez como Guillermo Ruíz
- André Lamoglia como Luan
- Daniela Trujillo como Isabel «Pixie» Ocaranta

### Secundarios
- Sergio Surraco como Antonio Gutiérrez
- Mariela Pizzo como Paula Gutiérrez
- Estela Ribeiro como Alice Urquiza
- Alejandro Botto como Mariano Urquiza
- Sebastián Sinnott como Charly
- Simón Tobías como Indy House
- Santiago Sapag como Milo
- Macarena Suárez como Trish
- Mariel Neira como Uma
- Camila Vaccarini como Valeria
- Ana Waisbein como Julia
- Nicole Luis como Soledad
- Daniela Alméndola como Chloe

## Banda sonora
Este especial tuvo su propio EP que cuenta con la banda sonora del mismo. Contiene 6 canciones originales. Estas son; «Es un juego», «En tu cara», «Vale, vale», «Dejarlo todo», «Vengo desde lejos» y «Quiero bailar».

## Promoción
En noviembre de 2020, se anunció el estreno de Bia: Un mundo al revés. Los productores y directores fueron lanzando más detalles con el correr de los días. El 31 de diciembre fue lanzada la canción «Vale, vale» junto a su lyric video, y siete días más tarde se estrenó su videoclip.[cita requerida] El tráiler oficial se estrenó el 26 de enero de 2021 en los canales de Youtube y cuentas de Instagram oficiales.
El 12 de febrero se llevó a cabo el lanzamiento de la banda sonora junto a los lyric videos de cada canción. Y, finalmente, el especial para televisión web fue lanzado siete días más tarde, el 19 de febrero.

## Recepción
El especial tuvo un gran éxito en la plataforma Disney+, estando en el top de los títulos más vistos en Latinoamérica en sus primeras dos semanas de estreno, y por momentos llegó a ser lo más visualizado de dicha plataforma.

## Detrás de escenas
Días después del estreno del especial, se anunció el lanzamiento del detrás de escenas, titulado Bia: Un mundo al revés (making of). Dicho lanzamiento finalmente se llevó a cabo el día 5 de marzo de 2021.